# 4eva Is a Mighty Long Time
4eva Is a Mighty Long Time è il terzo album in studio del rapper statunitense Big K.R.I.T., pubblicato nel 2017. Si tratta di un doppio disco, che vede la collaborazione di CeeLo Green, UGK, Jill Scott, T.I. e altri artisti.
| Recensione | Giudizio |
| ---------- | -------- |
| AllMusic   | [ 1 ]    |

## Tracce

### Disco 1
1. Big K.R.I.T. – 2:52
2. Confetti – 3:18
3. Big Bank (featuring T.I.) – 3:44
4. Subenstein (My Sub IV) – 4:03
5. 1999 (featuring  Lloyd) – 3:42
6. Ride Wit Me (featuring UGK) – 3:34
7. Get Up 2 Come Down (featuring CeeLo Green & Sleepy Brown) – 4:37
8. Layup – 4:20
9. Classic Interlude – 0:53
10. Aux Cord – 3:15
11. Get Away – 4:57

### Disco 2
1. Justin Scott – 4:00
2. Mixed Messages – 4:26
3. Keep the devil Off – 5:10
4. Miss Georgia Fornia (featuring Joi) – 6:00
5. Everlasting – 3:23
6. Higher Calling (featuring Jill Scott) – 3:53
7. Weekend Interlude – 0:48
8. Price of Fame – 4:14
9. Drinking Sessions (featuring Keyon Harrold) – 5:11
10. The Light (featuring Bilal, Robert Glasper, Kenneth Whalum & Burniss Earl Travis II) – 4:04
11. Bury Me In Gold – 4:24